# Крчмаре (тврђава)
Крчмаре су остатак старе тврђаве 15 km југоисточно од данашњег Ваљева. Данас на том простору има трагова утврђења.